# Franc-Lyonnais
Le Franc-Lyonnais était un ancien pays du comté de Savoie puis du Royaume de France sous l'Ancien Régime. Il est situé au nord de Lyon.
Le talus qui limite à l'ouest le plateau de la Dombes au-dessus de la vallée de la Saône correspondait aussi à la limite entre les terres d'Empire et le royaume de France. Au Moyen Âge, l'Église lyonnaise y avait acquis de fortes positions grâce à de nombreuses donations. Le pays bénéficiait aussi d'un statut d'autonomie administrative et de privilèges fiscaux : d'où l'appellation de Franc-Lyonnais. Lorsque les rois de France ont affermi leur autorité sur ce territoire ces avantages ont été peu à peu remis en cause. Pendant les Temps modernes, la lutte a été engagée pour leur défense face aux intendants. Ce régime particulier n'a pas survécu à la Révolution.

## Situation géographique

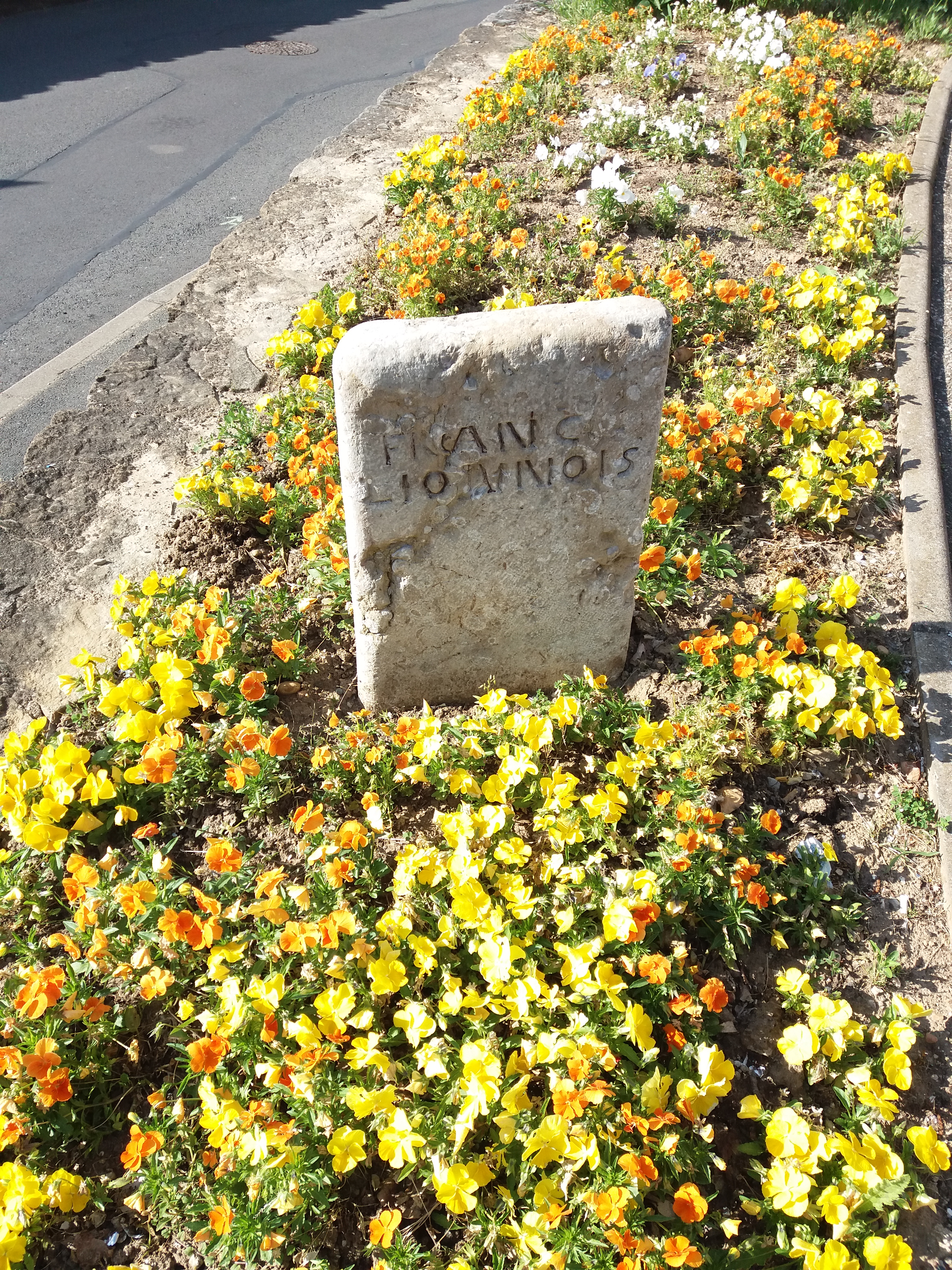
Borne du Franc-Lyonnais à Saint-Didier-de-Formans indiquant la séparation avec la Dombes.

Situé sur une étroite bande sur la rive gauche de la Saône, il était constitué de treize paroisses, formant deux parties séparées l'une de l'autre, :
- Partie méridionale, à partir du rempart nord de Lyon :
  - Cuire-la-Croix-Rousse (avant le rattachement de Cuire à Caluire en 1797) ;
  - Caluire (sa fusion avec Cuire en 1797) ;
  - Cailloux-sur-Fontaines ;
  - Fontaines-sur-Saône ;
  - Fontaines-Saint-Martin ;
  - Rochetaillée-sur-Saône ;
  - Fleurieu-sur-Saône ;
  - Vimy. À partir de 1665, Vimy est promue capitale et renommée Neuville, en l'honneur de Camille de Neuville de Villeroy, seigneur de la paroisse et archevêque de Lyon ;
  - Genay, la première capitale de la province ;
  - Bernoud ;
  - Saint-Jean-de-Thurigneux.

- Partie septentrionale, enclavée dans la Principauté de Dombes :
  - Saint-Bernard-d'Anse, autrefois Saint-Barnard ;
  - Saint-Didier-de-Formans ;
  - Riottier.

### Une limite naturelle et historique

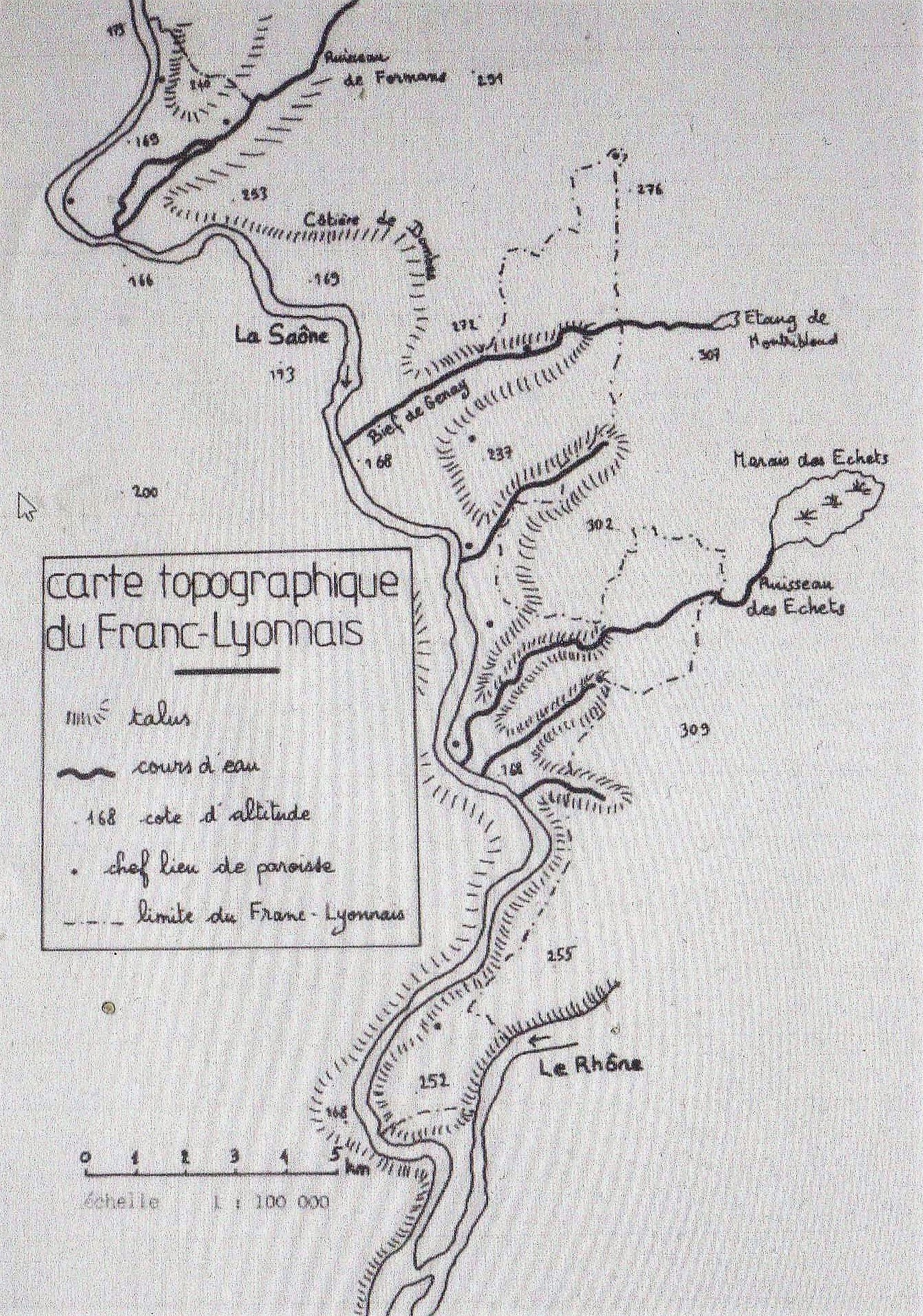
Carte topographique du Franc-Lyonnais

Le Franc-Lyonnais tire d'abord son originalité de sa situation géographique. Sur le voyageur qui vient de parcourir les vastes étendues planes de la Bresse ou de la Dombes joue l'effet de surprise lorsqu'il en atteint la limite occidentale. Il prend alors conscience qu'il vient de parcourir un plateau d'une altitude d'environ 300 mètres dominant de quelque 130 mètres la vallée de la Saône à 170 mètres. Au-delà, on entre dans un autre monde : les Monts d'Or, qui culminent à 600 mètres, sont comme un poste avancé de la montagne beaujolaise. Le talus de raccordement entre plateau et rivière a reçu le nom générique de costière. Il n'a rien d'un rempart rectiligne. Par érosion régressive les ruisseaux affluents de la Saône ont pratiqué des échancrures, mordant sur le plateau sur une marge variable d'environ une dizaine de kilomètres. La raideur de la pente et les effets de ravinement toujours à craindre expliquent la difficulté d'une mise en culture et donc la conservation d'un couvert boisé de frênes, érables, robiniers entre autres feuillus, apprécié aujourd'hui comme corridor écologique. Cette limite naturelle a joué le rôle de coupure historique depuis le traité de Verdun (843) entre les terres d'Empire et le royaume de France. Lorsque la notion de Franc-Lyonnais commence à se concrétiser au début du deuxième millénaire, les détenteurs de ces suzerainetés sont trop éloignés pour exercer un véritable contrôle sur ses confins. Les ambitions affrontées pendant tout le Moyen Âge tardif sont, du côté de l'Empire celle des comtes de la maison de Savoie et, du côté des Capétiens, celles des autorités ecclésiastiques lyonnaises car cette même Saône dont le cours renforce en quelque sorte l'effet de limite entre les souverainetés est aussi, du fait de sa facile navigabilité, un lien de communication au service de la métropole religieuse.

## Une constitution progressive

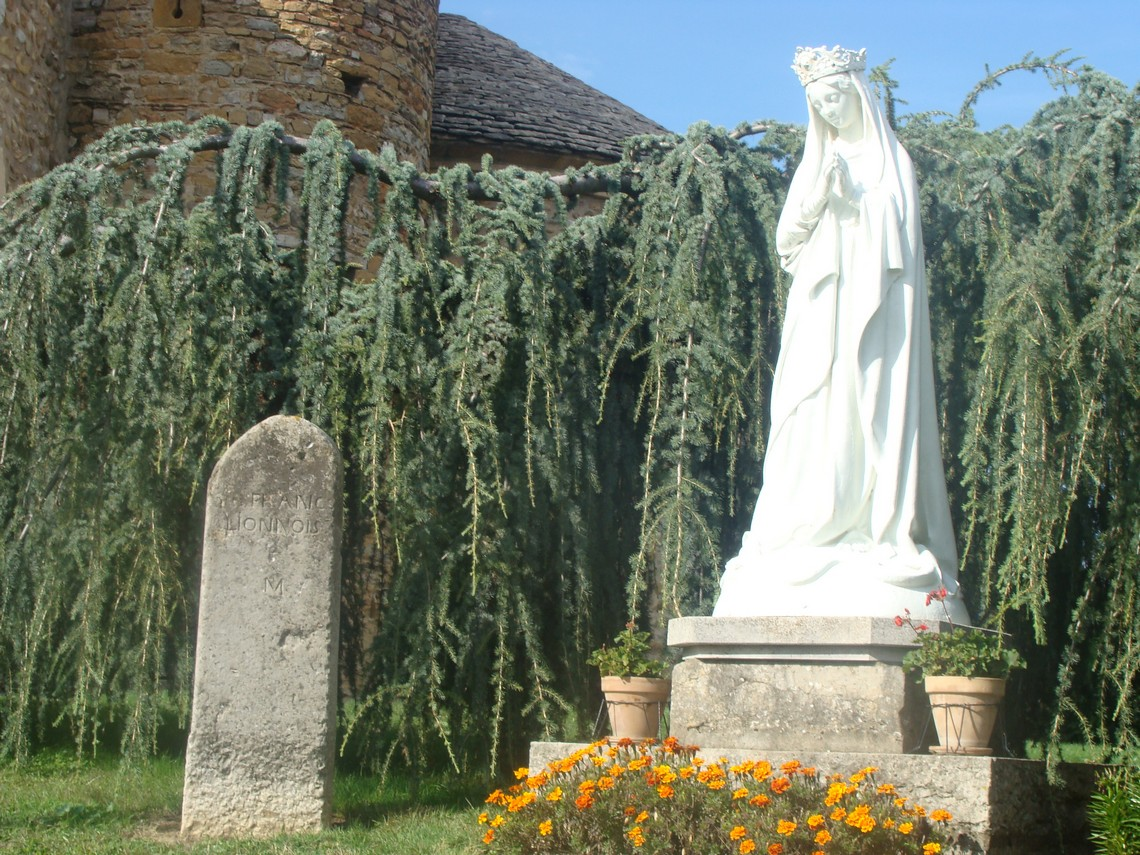
Borne en limite du Franc Lyonnais à Montanay

A la veille de la Révolution française, le territoire du Franc-Lyonnais recouvrait, en totalité ou en partie, celui de 13 de nos communes actuelles. Le lien entre ces localités était constitué par une commune appartenance à l'Église de Lyon qu'il s'agisse de l'archevêché, du chapitre de chanoines de Saint-Jean ou des abbayes d'Ainay et de l'Île Barbe. Elles formaient deux ensembles. Le plus important s'étirait de la Croix-Rousse à Saint-Jean-de-Thurigneux. Encore faut-il préciser que ni le découpage ni la toponymie ne correspondent à la situation actuelle. D'où la nécessité d'un examen détaillé. En partant du sud, la Croix-Rousse inclut le territoire de Cuire qui en sera détaché au profit de Caluire en 1793 ; les trois Fontaines (Fontaines-sur-Saône, Fontaines-Saint-Martin et Cailloux-sur-Fontaines) n'ont eu de destinées séparées qu'après la Révolution ; viennent ensuite Rochetaillée-sur-Saône, Fleurieu-sur-Saône et Neuville-sur-Saône connu sous le nom de Vimy jusqu'à la fin du XVIIe siècle ; Genay, la partie occidentale de la commune de Civrieux sous l'appellation de Bernoud et Saint-Jean-de-Thurigneux à l'extrême nord. Après une interruption au niveau de Trévoux, le deuxième groupe correspondait aux territoires de Saint-Bernard, de Saint-Didier-de-Formans et de Riottier — dont la fusion avec Jassans a été décidée par décret en 1850. Ces limites sont loin d'être précises. Il y eut, par exemple, une controverse avec les communes limitrophes de la Bresse et neuf bornes sont dressées à Montanay pour délimiter la frontière. L'une est encore visible devant l'église Saint-Pierre.
Le plus ancien document attestant une prise de possession par l'Église de Lyon date de l'an 1010. Il y est fait mention de Vimy et de Bernoud. Les autres donations dont les autorités religieuses lyonnaises ont bénéficié sont attestées par des actes officiels de 1150 pour Rochetaillée et Fontaines, de 1186 pour Saint-Jean-de-Thurigneux et de 1243 pour Saint-Didier-de-Formans et Genay. Ne manquaient donc à la liste complète que Fleurieu, Caluire, Cuire-la-Croix Rousse et Riottier. Pour cette dernière, il a fallu attendre le début de la Renaissance (1512) et c'est seulement dans des lettres patentes datées du 16 janvier 1554 avec la signature du roi Henri II que les trois autres sont mentionnées. Toutes ces collectivités partagent la même préoccupation de préserver les privilèges fiscaux qui leur ont été consentis par les actes de donation à savoir l'exemption de la taille correspondant à un impôt direct et la liberté totale quant à la commercialisation de leurs vins. Le respect de ces avantages s'impose quel que soit le souverain dont l'autorité est reconnue sur cette contrée. Il s'agit successivement du comte de Savoie puis du roi de France Louis XI à partir de 1475. Dans une longue période intermédiaire, lorsque cette souveraineté est contestée par l'un des deux pouvoirs au XIVe et au début de XVe siècle, tout l'art diplomatique consiste à apprécier auquel des deux camps les privilégiés ont avantage à se rattacher. Il leur en coûtait seulement l'octroi d'un don unique non renouvelable. En dernière remarque, il importe de souligner que c'est seulement dans un acte du Parlement de Paris du 22 décembre 1525, sous le règne de François Ier, qu'apparaît pour la première fois l'expression de Petit Franc-Lyonnais, suivi d'une requête du 8 juin 1556 où les "habitants de Genay et de Bremoud que l'on dit présentement du Franc-Lyonnais...". Dès le 16 janvier 1554 des lettres patentes  garantissaient les privilèges, principalement l'exemption de la taille et de la gabelle. Ils étaient obtenus en échange d'un don gratuit de 3 000 livres versé tous les neuf ans. Ce don gratuit avait la particularité d'être assis sur une base réelle, et les nobles étaient ainsi mis à contribution pour le versement de la même manière que les autres habitants.

## Le Franc-Lyonnais, pays d'États?
Pour bien comprendre l'originalité du cas présenté par le Franc-Lyonnais il faut se référer aux conditions dans lesquelles au cours des siècles a été constitué le royaume de France. Certaines provinces ont accepté leur intégration en posant comme condition de conserver à leur tête une assemblée dans laquelle étaient représentés les trois ordres (noblesse, clergé et Tiers État), seule habilitée à voter les impôts pour le compte du trésor royal. Dans la région, le Dauphiné en est un bel exemple. D'autres contrées n'ont pas bénéficié du même régime favorable et donc ne possédaient pas d'assemblée provinciale représentative. Ces pays étaient dits d'Élection. Les intendants de justice, police et finances y avaient toute autorité pour organiser la levée de l'impôt confiée à des élus, équivalents de nos actuels fonctionnaires : d'où le nom qui fait un peu illusion de pays d'élection. Le montant n'en était pas négociable. Cependant, certains territoires en limites de province (on parlait encore de marches[pourquoi ?]) dérogeaient à cette règle et se voyaient consenti un statut qui les apparentait aux pays d'Etats sans bénéficier du même rang prestigieux.
Le Franc-Lyonnais faisait partie de cette catégorie particulière. Le fonctionnement de ses institutions nous est bien connu seulement pour le XVIIIe siècle. À l'origine, l'assemblée générale se réunit lorsque la nécessité en est ressentie et non avec une périodicité régulière. Sa convocation est soumise à l'autorisation du sénéchal. Il se compose de personnalités en nombre variable entre 50 et 75. A côté des seigneurs locaux, des consuls qui représentent la population résidente des différents villages, figurent les Lyonnais propriétaires de terres, un chanoine, et, ès qualité, des officiers de justice, des notaires, des procureurs.  Ils élisent un syndic général chargé du pouvoir exécutif qui devra veiller au maintien des privilèges fiscaux, organiser la levée du don gratuit selon une clé de répartition. Il lui appartiendra aussi d'assurer l'entretien des chemins y compris celui de halage le long de la Saône selon le système de la corvée et d'assurer la police locale en particulier à propos du vagabondage.
Certaines personnalités ont marqué de leur poids le fonctionnement des institutions. S'agissant de la famille Saint-Didier, on peut parler de dynastie. Lorsque Jean Hubert est élu syndic général en 1710, ce fils et petit-fils de marchands lyonnais s'est déjà suffisamment fait apprécier pour avoir accédé à la noblesse de cloche en faisant l'acquisition de la seigneurie de Saint-Didier-de Formans. Il publie en 1716 un précieux Recueil des privilèges et autres pièces authentiques du Franc-Lyonnais. À partir de 1725, son fils Benoît Victor lui est associé dans sa fonction de syndic général. Il s'est distingué comme avocat au Parlement et comme président du bureau des finances de Lyon. Des lettres d'honneur marquent son entrée dans la noblesse de robe en 1743. Son ancrage en Franc-Lyonnais est renforcé par l'achat de nouvelles terres. Il peut alors se faire honorer du titre de baron. La famille de Saint-Didier jouera encore de son influence même après sa démission comme syndic en 1764.

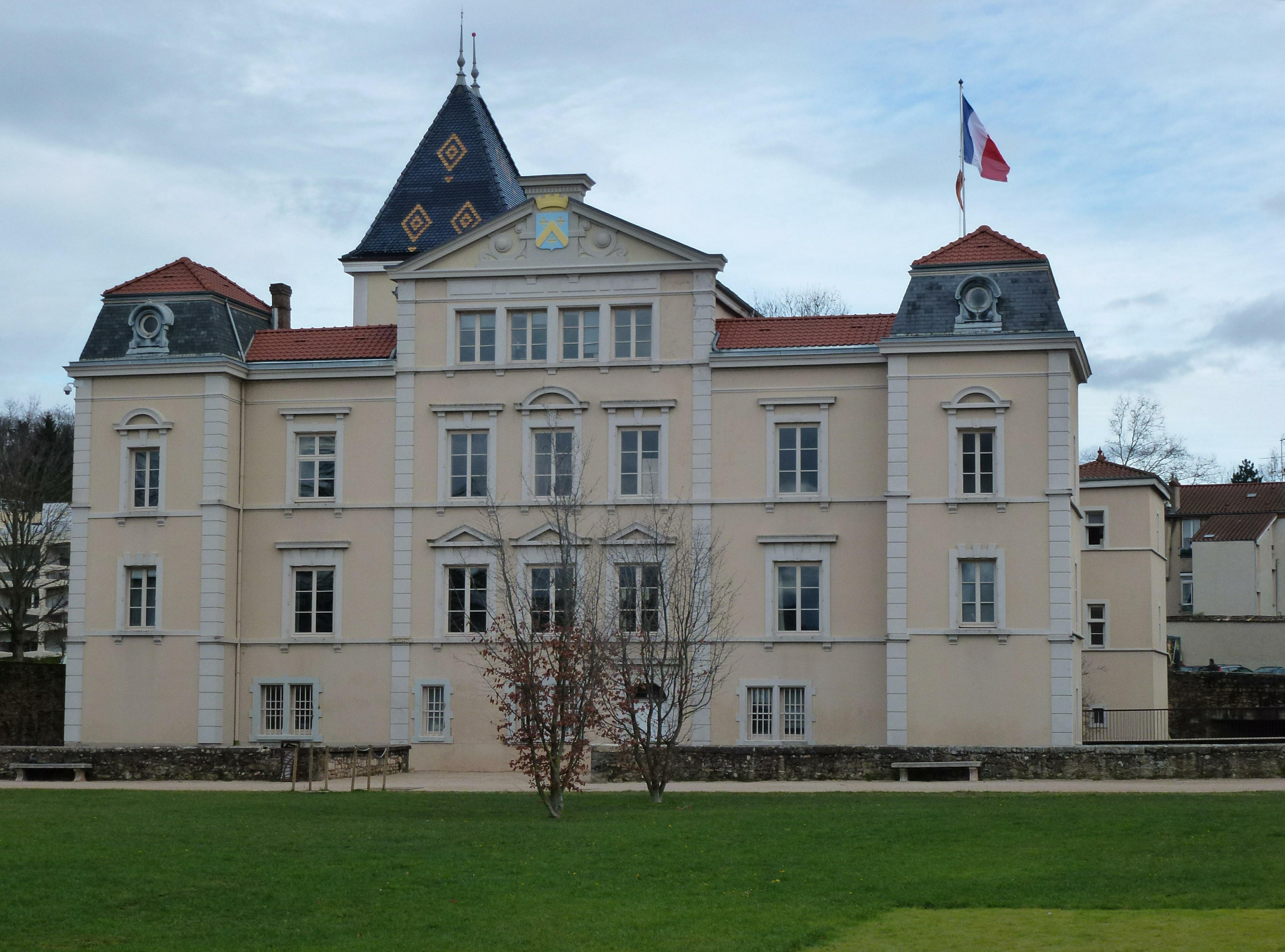
Mairie de Neuville-sur-Saône, ancien château du cardinal de Neuville

Les Villeroy, eux, n'avaient institutionnellement aucune raison d'intervenir dans le fonctionnement des institutions du Franc-Lyonnais. C'était compter sans la forte personnalité de Camille de Neuville de Villeroy, descendant d'une famille qui s'était illustrée au service de la royauté de longue date. Ce dernier a cumulé dès son plus jeune âge les titres les plus enviés dans l'Église lyonnaise jusqu'à en devenir l'archevêque de 1653 à sa mort en 1693. Il avait également exercé à Lyon les fonctions de gouverneur. Ayant acheté en 1630 à l'âge de 24 ans le vieux château d'Ombreval sur le territoire de Vimy, il l'avait transformé ainsi que ses abords au point d'en faire un petit Versailles. Honoré du titre de marquis, il change le nom de Vimy en celui de Neuville à partir de 1665. Son neveu François continuera à exercer le même rôle de protecteur du Franc-Lyonnais par ses interventions auprès des organes officiels : ainsi en 1714 (mais ce n'est qu'un exemple) « pour les affaires que les habitans (sic) ont au Conseil d'Etat qui touchent leurs privilèges ». Le château d'Ombreval abritera cinq fois l'assemblée des représentants du Franc-Lyonnais !
Quant à l'honorable et très influente famille MOREL possessionnée à « Genay en Franc-Lyonnois » depuis le XIIIème siècle, elle se fixera à Lyon même au XVIIe siècle devenant l’une des grandes représentantes de la haute bourgeoisie financière, commerciale et industrielle, nationale et internationale (in. La Famille Morel en Lyonnais et ses alliances (1274-1550-1911) [Texte imprimé] : papiers et souvenirs des familles Morel, Journel, Paulinier, de Bernard, de Tinan, Chalandon, Pleney, de Michelet, Valesque, Gindre, Payen, etc., / recueillis par M. Henry Morel-Journel (1876-1955), Publication : Montbrison : impr. de E. Brassart, 1943, 3 tomes en 4 vol. ; in-4).

## La fin du Franc-Lyonnais
Dès la fin du règne de Louis XIV et au XVIIIe siècle, le contrôle de l'État sur les territoires s'exerce avec de plus en plus de rigueur sous la direction des intendants. Ceux-ci se succèdent mais tous affectent d'ignorer les privilèges fiscaux du Franc-Lyonnais. Et la même histoire se répète périodiquement. Dans le meilleur des cas, les imposés obtiennent l'exonération des taxes et leur remplacement par le renouvellement du don gratuit à échéance plus rapprochée. Ils sont aussi de plus en plus souvent perdants à ce jeu.
Le problème du commerce du vin, pour anecdotique qu'il nous paraisse, vient encore alimenter les récriminations de la municipalité de Lyon. C'est au niveau de la commune de la Croix-Rousse que se concentrent ces critiques. À cette époque, les caisses communales sont essentiellement alimentées par les droits d'octroi perçus à l'entrée de la ville. D'une part les bourgeois lyonnais propriétaires de vignes dans le Franc Lyonnais dispensés du paiement de ces droits pour les vins de leur propre domaine en profiteraient pour introduire frauduleusement des vins du Beaujolais et de Bourgogne dont ils feraient ensuite trafic en ville. D'autre part, beaucoup de citadins par leur intense fréquentation des cabarets en nombre multiplié sur le territoire de la Croix Rousse enrichiraient cette commune non seulement en tant que consommateurs mais en allant jusqu'à  y élire  domicile… au point de menacer Lyon de dépeuplement ! À leur retour ils dissimuleraient quelques bouteilles dans leurs sacs.
Même vidé de ses privilèges, on aurait pu imaginer un Franc-Lyonnais survivant comme unité administrative avec le maintien d'une certaine solidarité entre ses communautés.Mais même ce lien affectif devait lui être refusé en application de la réforme engagée dans l'été 1787 par le président de l'Assemblée des notables Loménie de Brienne. Elle instituait trois degrés dans l'organisation du territoire avec des assemblées provinciales, départementales ou de districts et communales. Localement, il a été décidé de constituer deux districts : celui de la campagne de Lyon et celui de Lyon englobant la ville même et le Franc-Lyonnais. On l'a fait remarquer très justement : « Naturellement, ces deux communautés, dont les intérêts sont si différents, ne peuvent cohabiter dans la même assemblée, l'énorme ville ayant tôt fait de réduire au silence le petit pays ». L'assemblée du Franc-Lyonnais réunie le 19 août 1787   a manifesté sans tarder son hostilité. En vain, le syndic général Verdat de Sure a multiplié les démarches jusqu'au 27 mars 1789 où l'assemblée a tenu sa dernière séance à la veille de la réunion des fameux États généraux dont devait sortir la Révolution.
Par la loi du 14 décembre 1789, l'Assemblée Constituante issue des États généraux a divisé la France en 83 départements dont ceux de Rhône-et-Loire et de l'Ain. Le pays compte à cette date environ 4 000 habitants. Un rattachement du Franc-Lyonnais au département de l'Ain aurait paru plus conforme à la géographie mais l'attraction lyonnaise s'exerçait très fortement sur les communautés les plus proches. Sur avis d'une commission ad hoc, la question fut tranchée par décision du 22 février 1792 : le Franc-Lyonnais serait démembré. Les communes situées au sud de Neuville y comprise seraient rattachées au Rhône-et-Loire, celles situées au nord de Genay y comprise dépendraient du département de l'Ain dans le canton de Trévoux. Une ultime retouche est effectuée le 1er janvier 1968 avec Genay qui est rattachée au département du Rhône.